# Cinema Jenin

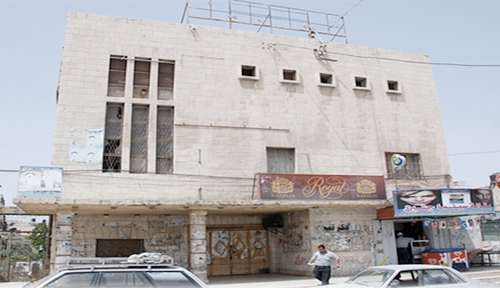
Le Cinema Jenin en 2008.

Le Cinema Jenin est un cinéma du camp de réfugiés palestiniens de Jénine, en Cisjordanie. Fermé en 1987, il rouvre de 2010 à 2016.

## Réouverture des années 2010
Le nouveau bâtiment offre des sièges en tissu pouvant recevoir plus de  300 spectateurs, un café de plein air, une galerie d’art, un parc et terrain de jeux pour enfants, et une bibliothèque sponsorisée par le Goethe-Institut allemand. La bibliothèque et le cinéma offriront des expositions culturelles et des cours d’allemand. Il remplace un cinéma fermé en 1987 .
La rénovation a été effectuée dans le cadre d’une action charitable internationale visant à encourager la fréquentation des cinémas par les habitants de Jénine en projetant des films de genres variés, y compris des fictions, des documentaires, des comédies, des films pour enfants, et des films arabes classiques et contemporains.
Le gouvernement allemand (Auswärtiges Amt) a sponsorisé le Cinema Jenin par une importante donation.
Le Cinema Jenin a rouvert en août 2010. L’ouverture officielle a été marquée par la projection du film Le Cœur de Jénine (de) du cinéaste Marcus Vetter (de).
Le 30 novembre 2016, le cinéma ferme ses portes faute de spectateurs. Il sera remplacé par un centre commercial.